# Béni Ferenczy

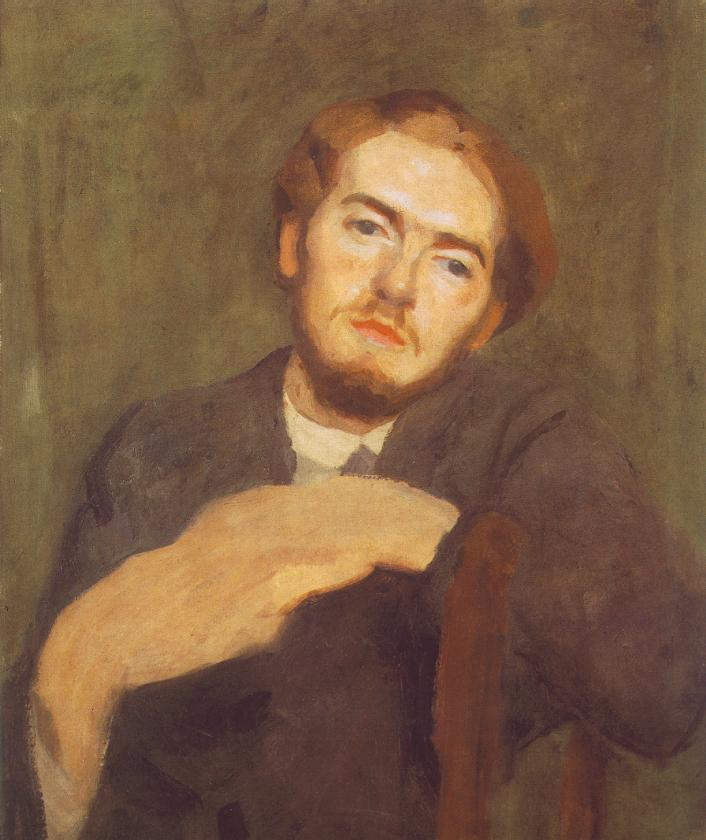
Károly Ferenczy: Porträt von Béni Ferenczy (1912)

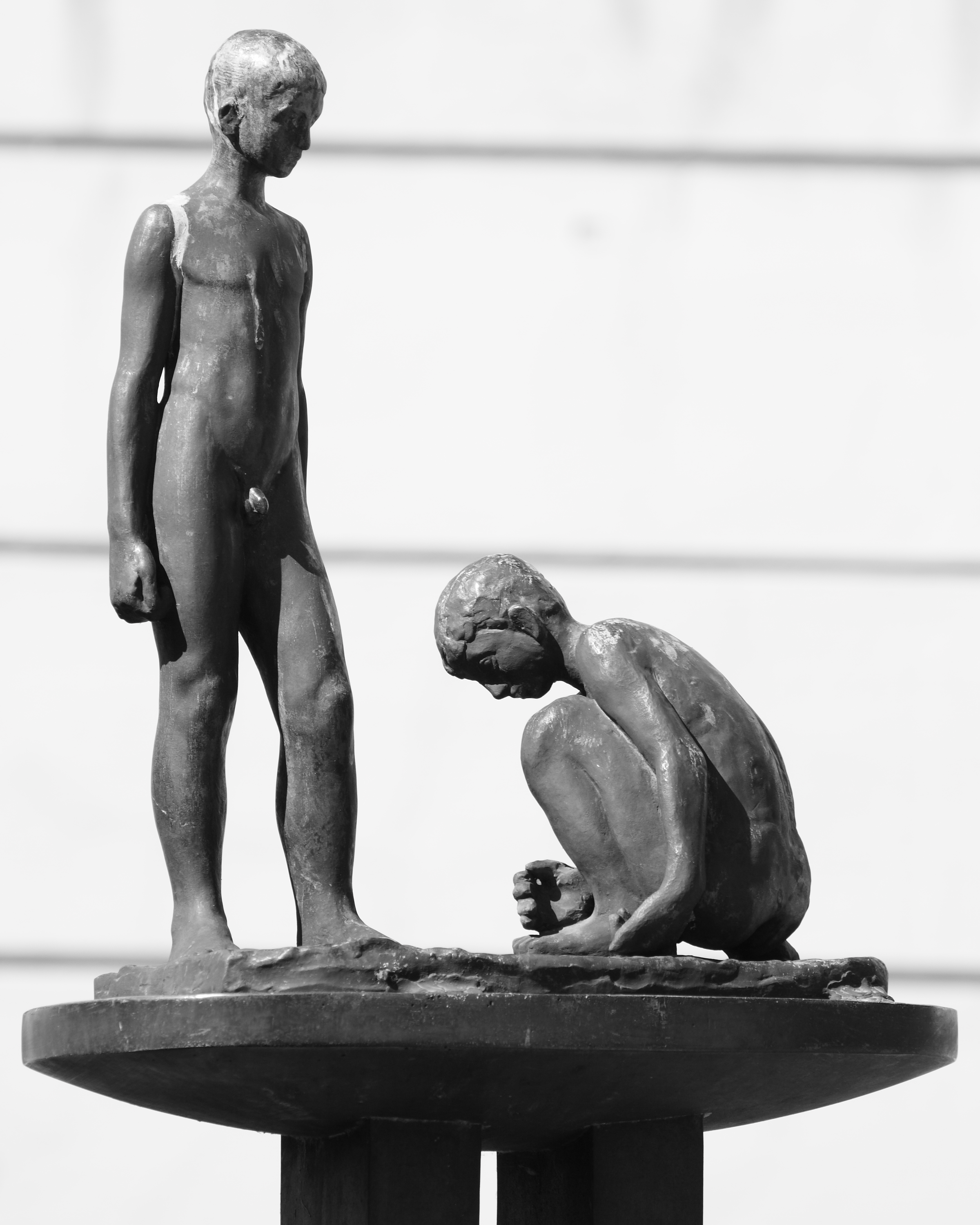
Jungen beim Spiel (1947)

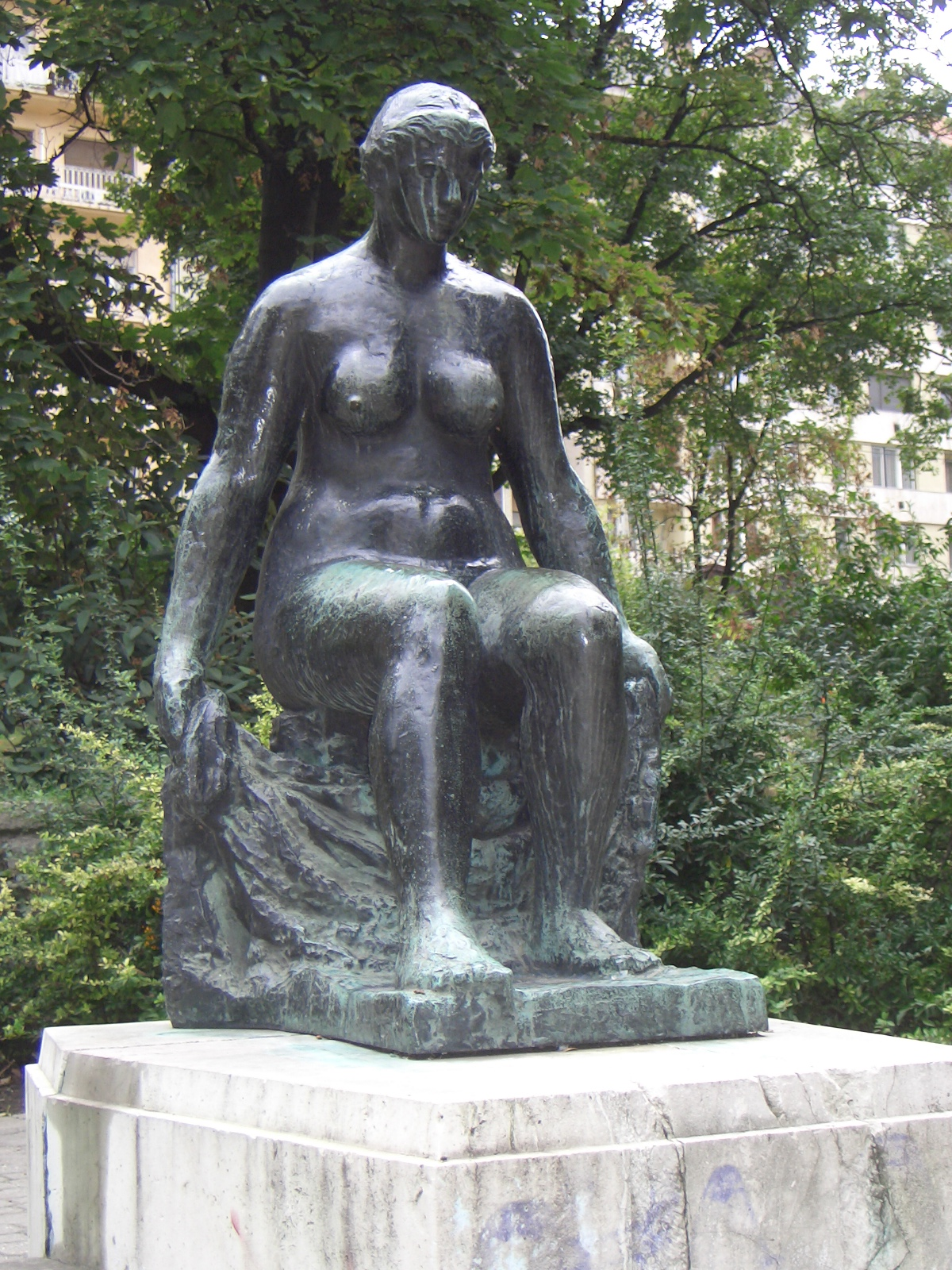
Sitzende Frau (1961)

Benjamin Ferenczy (geboren 18. Juni 1890 in Szentendre, Österreich-Ungarn; gestorben 2. Juni 1967 in Budapest) war ein ungarischer Bildhauer, Medailleur, Plakettenkünstler und Zeichner.  

## Leben
Béni Ferenczy war der zweite Sohn des Malers Károly Ferenczy und der Malerin Olga Fialka, jüngerer Bruder des Malers Valér Ferenczy und Zwillingsbruder der Bildwirkerin Noémi Ferenczy. Er wuchs bei seinen Eltern in der Künstlerkolonie Nagybánya auf, wo er von István Réti und Béla Iványi-Grünwald in der Malerei ausgebildet wurde. 1908 suchte er die Bildhauer Friedrich Beer und Giuseppe Cassioli in Florenz auf und studierte 1910 in München an der Königlichen Kunstakademie bei Balthasar Schmitt. 1912/13 war er in Paris an der Académie de la Grande Chaumière bei Antoine Bourdelle und kam unter den Einfluss des Kubismus bei Alexander Archipenko.
Sein künstlerisches Schaffen war von vielen Einflüssen durchzogen, beginnend mit dem Jugendstil, dem Kubismus und Expressionismus. Er wandte sich Ende der 1920er Jahre dem Neuklassizismus zu. Er widmete sich  auch dem Relief, der Plakette und der Medaille.
Ferenczy war vor 1914 im Budapester Sonntagskreis engagiert und gehörte mit dem Bildhauer Ferenc Medgyessy und dem Maler Bertalan Pór zu den führenden bildenden Künstlern der Ungarischen Räterepublik, in der er mit Róbert Berény im Direktorium für die Hochschulen und Museen saß. Nach der Niederschlagung der Räterepublik flüchtete er 1920 nach Wien. 1922 zog er mit seiner österreichischen Frau für kurze Zeit nach Potsdam, wo seine Tochter geboren wurde. Danach ging er nach Berlin und im Jahr 1923 wieder zurück nach Wien, wo sein Sohn geboren wurde. 1924 wurde er mit Aurel Bernath (1895–1982) in Herwarth Waldens Berliner Sturm-Galerie  ausgestellt, konnte aber nichts verkaufen. In Wien war er im Hagenbund integriert und mit den Kunsthistorikern Hans Sedlmayr und János Wilde befreundet. Zwischen 1932 und 1935 hielt er sich in Moskau auf, heiratete zum zweiten Mal, wurde aber durch die dort einsetzenden fremdenfeindlichen Kampagnen wieder nach Wien vertrieben. Er konnte erst 1938 nach Ungarn zurückkehren.
Nach Ende des Zweiten Weltkriegs lehrte er zwischen 1945 und 1950 an der Akademie der Bildenden Künste in Budapest.  
In kommunistischen Ungarn erhielt er 1948 und 1965 den Kossuth-Preis, 1956 den Érdemes Művésze-Preis und 1958 den Kiváló Művész-Preis. 1956 erhielt er den Titel Verdienter Künstler der Ungarischen Volksrepublik.
In Szentendre wurde 1951 das Károly-Ferenczy-Museum eingerichtet, das neben Werken des Vaters und der Mutter auch Werke Béni Ferenczys und seiner zwei Geschwister zeigt sowie die Nachlässe bewahrt. 1977 wurde ein zweijährig vergebener Preis, der Ferenczy Béni-díj, gestiftet.

## Schriften / Ausstellungen (Auswahl)
- István Genthon: Ferenczy Béni. Magvetö könyvkiadó, Budapest 1961.
- Gyula Illyés: Ferenczy Béni. Magyar Helikon, Budapest 1967.
- István Genthon: Die Familie Ferenczy. Ausstellung im Burgschloss Buda. Magyar Nemzeti Galéria, Budapest 1968.